# Zocca
Zocca är en ort och kommun i provinsen Modena i regionen Emilia-Romagna i Italien. Kommunen hade 4 583 invånare (2018).